# أوسكار جيني
أوسكار جيني هو لاعب هوكي الجليد سويسري، ولد في 17 يونيو 1939 في سويسرا.

## وصلات خارجية
- أوسكار جيني على موقع EliteProspects.com (الإنجليزية)
- أوسكار جيني على موقع أوليمبيديا (الإنجليزية)